# Charency
Charency ist eine französische Gemeinde im Département Jura in der Region Bourgogne-Franche-Comté.

## Geographie
Charency liegt auf 762 m, etwa sieben Kilometer ostnordöstlich der Stadt Champagnole (Luftlinie). Das Bauerndorf erstreckt sich im Jura, an einem sanft nach Osten geneigten Hang auf der Hochfläche nördlich des Talbeckens des Val de Sirod, das vom oberen Ain durchflossen wird.
Die Fläche des 2,73 km² großen Gemeindegebiets umfasst einen Abschnitt des französischen Juras. Der zentrale Teil des Gebietes wird von der Hochfläche von Charency eingenommen, die durchschnittlich auf 760 m liegt und überwiegend mit Acker- und Wiesland bestanden ist. Mit 804 m wird auf einer Anhöhe südwestlich des Dorfes die höchste Erhebung von Charency erreicht. Die Hochfläche wird auf drei Seiten von Tälern flankiert, die auch die Gemeindegrenzen markieren. Im Norden und Westen befindet sich das Tal des Ruisseau de Peuly (Zufluss der Loudaine), im Osten das Tal des Ruisseau de Combe Sandon, der unterhalb von Charency in den Ain mündet.
Nachbargemeinden von Charency sind Mournans-Charbonny im Westen und Norden, Doye im Osten sowie Conte, Sirod und Lent im Süden.

## Geschichte
Einige Funde weisen darauf hin, dass das Gemeindegebiet von Charency bereits in gallorömischer Zeit besiedelt war. Seit dem 13. Jahrhundert bildete Charency eine eigene kleine Herrschaft. Die 1294 urkundlich erwähnte Burg wurde im Jahr 1477 von Truppen des Königs Ludwig XI. zerstört. Zusammen mit der Franche-Comté gelangte Charency mit dem Frieden von Nimwegen 1678 an Frankreich.

## Sehenswürdigkeiten

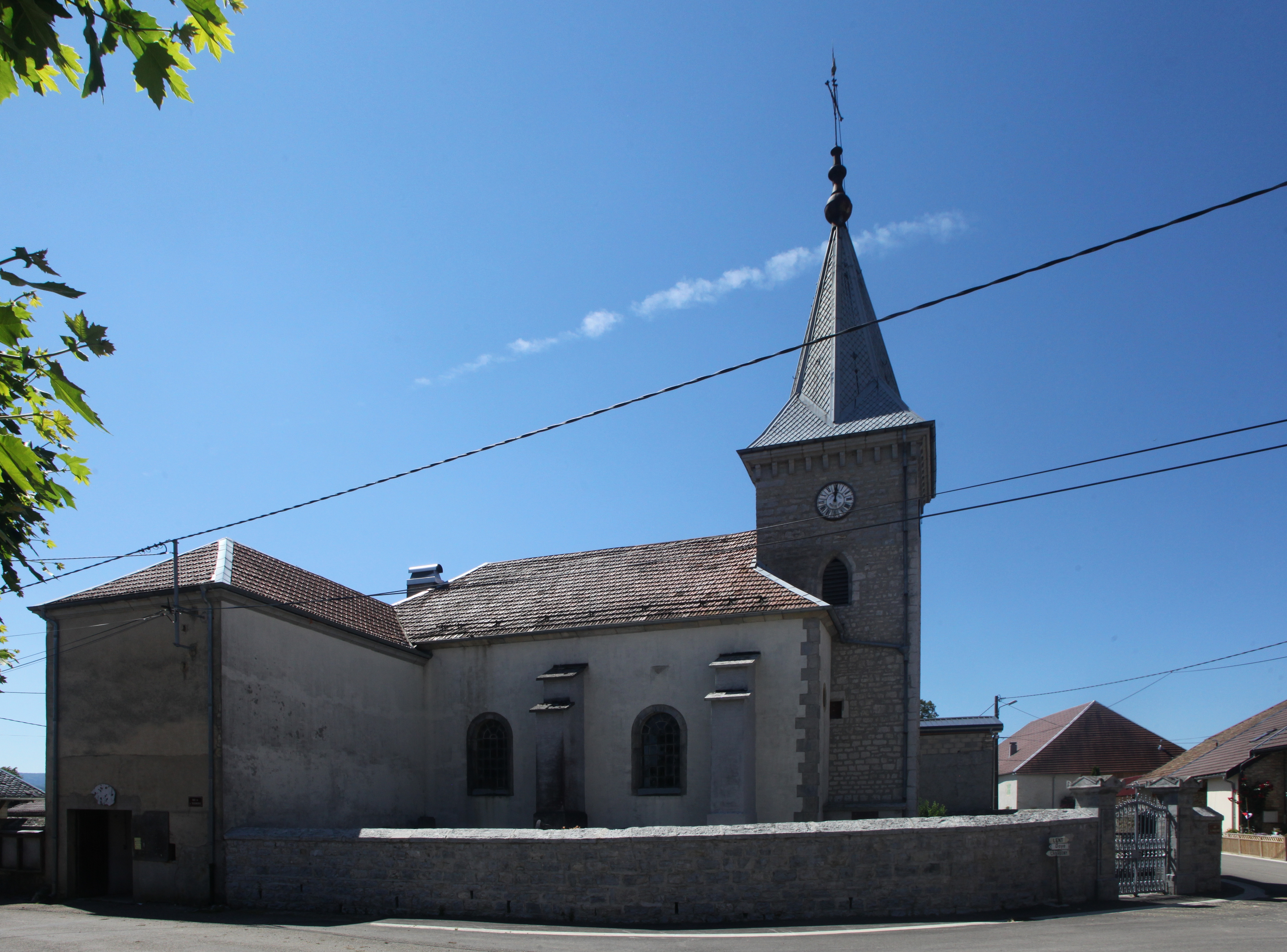
Kirche Saint-Martin

Die Dorfkirche von Charency wurde im 18. Jahrhundert erbaut und erfuhr im 19. Jahrhundert eine Umgestaltung.

## Bevölkerung
| Jahr                       | 1962 | 1968 | 1975 | 1982 | 1990 | 1999 | 2005 | 2018 |
| Einwohner                  | 54   | 45   | 40   | 37   | 35   | 41   | 51   | 55   |
| Quellen: Cassini und INSEE |      |      |      |      |      |      |      |      |

Mit 56 Einwohnern (Stand 1. Januar 2022) gehört Charency zu den kleinsten Gemeinden des Départements Jura. Nachdem die Einwohnerzahl in der ersten Hälfte des 20. Jahrhunderts markant abgenommen hatte (1911 wurden noch 120 Personen gezählt), wurde seit Beginn der 1990er Jahre wieder eine leichte Bevölkerungszunahme verzeichnet.

## Wirtschaft und Infrastruktur
Charency war bis weit ins 20. Jahrhundert hinein ein vorwiegend durch die Landwirtschaft, insbesondere Viehzucht und Milchwirtschaft geprägtes Dorf. Noch heute leben die Bewohner zur Hauptsache von der Tätigkeit im ersten Sektor. Außerhalb des primären Sektors gibt es nur wenige Arbeitsplätze im Dorf. Einige Erwerbstätige sind auch Wegpendler, die in den umliegenden größeren Ortschaften ihrer Arbeit nachgehen.
Die Ortschaft ist verkehrstechnisch recht gut erschlossen. Sie liegt nahe der Hauptstraße D471, die von Champagnole nach Pontarlier führt. Weitere Straßenverbindungen bestehen mit Lent und Doye.